# Lysidice torquata
Lysidice torquata är en ringmaskart som beskrevs av Costa 1862. Lysidice torquata ingår i släktet Lysidice och familjen Eunicidae. Inga underarter finns listade i Catalogue of Life.